# Карем, Мари Антуан
Мари́-Антуа́н Каре́м (фр. Marie-Antoine Carême), также Антони́н Карем (Antonin Carême; 8 июня 1784 года, Париж — 12 января 1833 года, там же) — известный повар, по происхождению француз, один из первых представителей так называемой «высокой кухни», имел прозвище «повара королей и короля поваров».

## Биография
Считается, что биография Антуан Карема сочинена им самим, поскольку большинство фактов его биографии известно с его слов.
Родился в Париже.
В 1792 году, в разгар Великой Французской революции, отец Карема, грузчик на реке Сена, у которого было 14 детей, решил, что Антуан единственный в семье имеет шанс подняться по социальной лестнице. Отец оставляет Антуана у одних из ворот Парижа с узелком и несколькими монетами. После нескольких дней скитаний Антуан находит дом трактирщика, где становится поварёнком в обмен на стол и кров. Его кулинарные способности быстро заметили, и в тринадцать лет Антуан становится учеником у знаменитого кондитера Сильвэна Байи (Sylvain Bailly), заведение которого находилось на улице Вивьен, недалеко от Пале-Рояля. По ночам Карем тщательно анализирует и записывает все хитрости ремесла, про что позже писал: «Я мог заниматься своими рисунками и расчётами только после девяти или десяти часов вечера и работал почти всю ночь».
Карем быстро получил известность в Париже за свои сложные конструкции, используемые в качестве центральных элементов кондитерских изделий, которые Байи выставлял в витрине своей кондитерской. Эти кондитерские изделия, которые иногда были высотой в несколько футов, были полностью из таких продуктов, как сахар, марципан и выпечка. Антуан моделировал их по образцам храмов, пирамид и древних руин, черпая вдохновение в книгах по истории архитектуры, которые он изучал в Национальной библиотеке по соседству, имея возможность ходить туда благодаря доброжелательному отношению своего первого работодателя Байи. Тот дал обещание отпустить Карема, как только тот получит более выгодное, чем у него, предложение на работу и позволил открыть Антуану его первый магазин Pâtisserie на улице Рю-де-ля-Пе, который тот содержал до 1813 года.
Карему приписывают изобретение крупной нуги, а также гигантского безе, сделанных из миндаля и мёда кроквантов (вид печенья) и булочек солилемм.

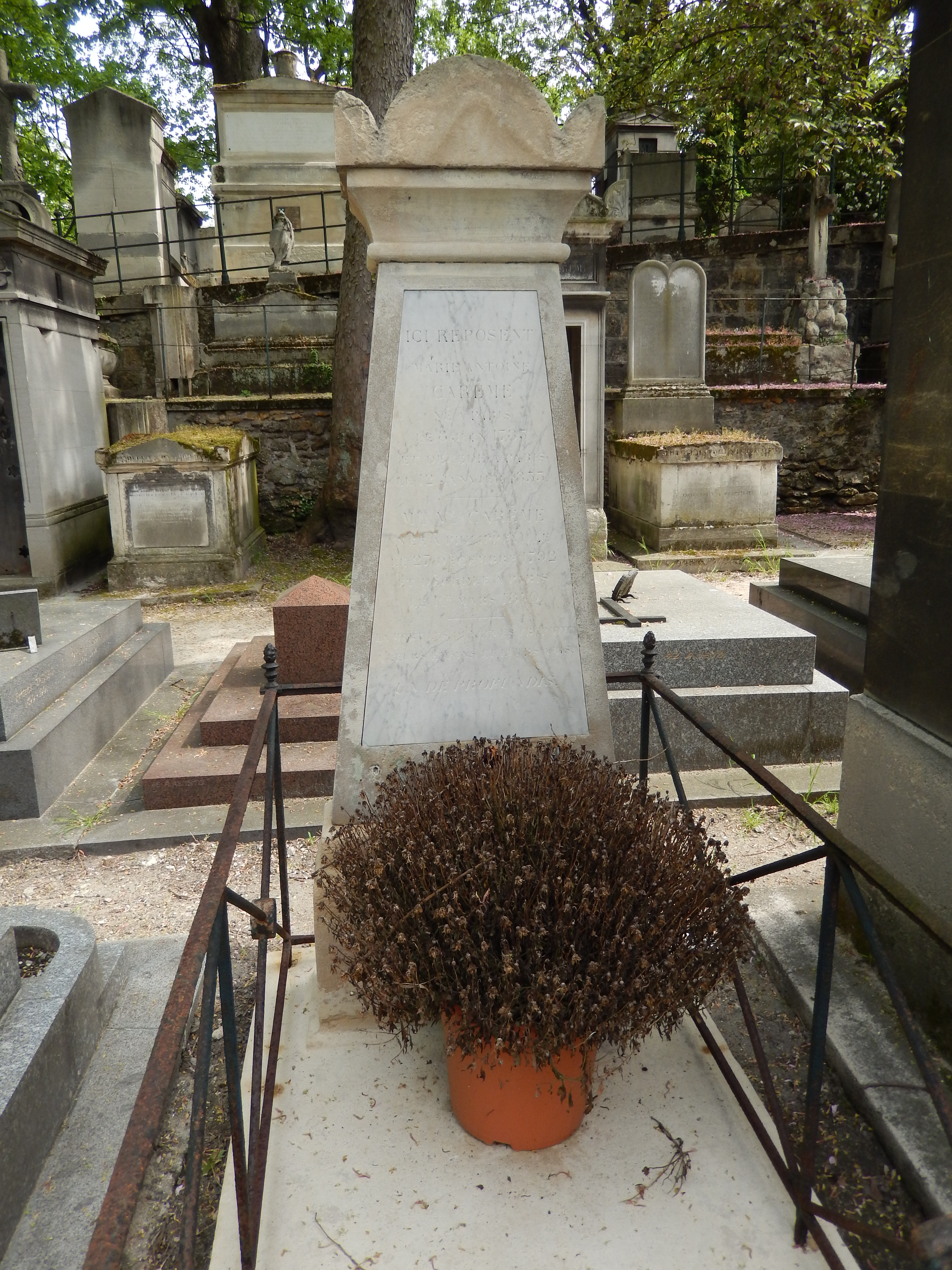
Могила Карема

В 17 лет Карем становится «первым привратником» у своего нового хозяина Жана Ависа (Jean Avice), кондитера особняка де Галифе, где с 1794 года находилось министерство иностранных дел Франции, которое тогда возглавлял Талейран.
Карем готовил также для других членов высшего общества Парижа, включая Наполеона. Работая над своими кондитерскими изделиями на многих частных кухнях, он быстро распространил свои кулинарные навыки на основные блюда.
Наполеон был безразличен к еде, но понимал важность личных отношений в мире дипломатии. В 1804 году он дал деньги Талейрану на покупку Шато де Валансе, большого поместья под Парижем. Замок задумывался как своего рода место дипломатических встреч. Когда Талейран переехал туда, он взял с собой Карема.
Талейран поставил перед Каремом испытание: создать меню на целый год без повторов и с использованием только сезонных продуктов. Карем прошёл это испытание и завершил обучение на кухнях Талейрана. После падения Наполеона Карем обслуживал торжественный прием с участием русского императора и удостоился от него благодарственного тоста за своё мастерство.
Потом на время уехал в Лондон и работал шеф-поваром принца-регента, позже Георга IV. Стол Талейрана стал всемирно известным во время Венского конгресса. Конгресс определил не только новую карту Европы, но и изменение кулинарных вкусов правящих классов.
Вернувшись на континент, Карем принял приглашение российского императора Александра I приехать в Санкт-Петербург (участие в этом приглашении Петра Багратиона не подтверждается), несколько месяцев в 1819 году отработал в Зимнем дворце, но не приготовил для Александра ни единой трапезы. Возможно, разные интриги и домыслы вокруг него побудили его покинуть Россию. Его знакомство с русским этикетом явилось причиной замены практики французского обслуживания (обслуживания всех блюд одновременно) русским сервисом (обслуживается каждое блюдо в порядке, указанном в меню). Карему также понравилось, как его называли на русский лад Антонином, последующие свои книги он издавал под этим именем. Влияние Карема на русскую кухню, даваемое В. В. Похлёбкиным, считается сильно преувеличенным, хотя оно, несомненно, имело место, по мнению Т. Учителева, метрдотеля двора великой княгини Марии Николаевны, Карем был «одним из великих людей, которого правила и наблюдения будут полезны, чтобы удовлетворить тонкий и деликатный вкус особ высшего круга».
Вернувшись в Париж, Карем стал шеф-поваром банкира Джеймса Ротшильда. В 1819—1820 годах там же, в Париже, готовил для вдовы полководца П. Багратиона — княгини Екатерины Павловны Багратион-Скавронской.
Служил Карем и у Франца II.

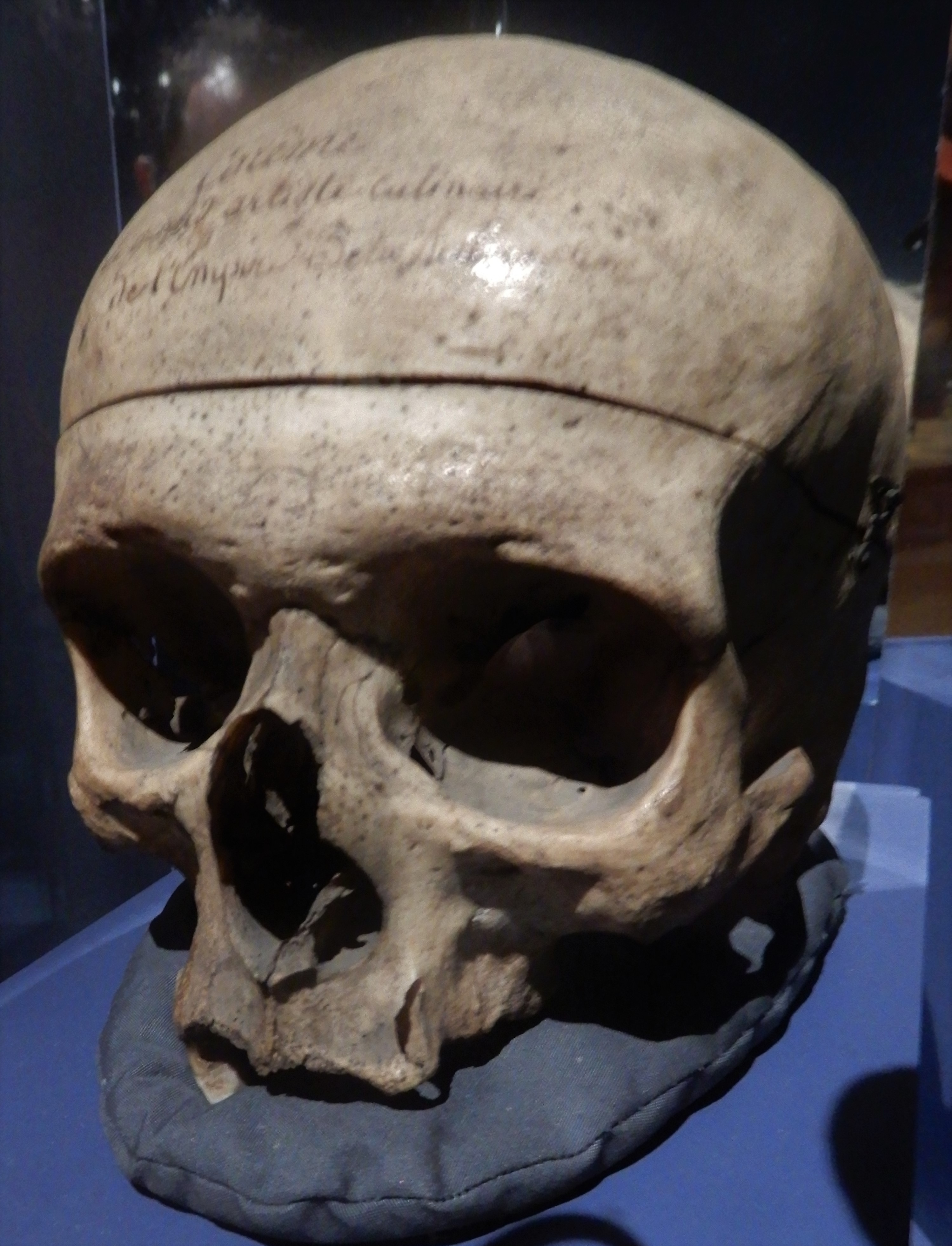
Череп Мари Карема

Как кулинар Карем, в частности, выступил новатором в создании соусов, сделав их более легкими и утончёнными (в отличие от приёмов Средневековья, которые пытались скрыть протухший и несвежий вкус мяса). Он опубликовал классификацию всех соусов на четыре основные группы: немецкий соус, соус бешамель, испанский соус и велуте. Карем сам написал несколько книг по кулинарии, а его ученик, Жюль Гуффе, отредактировал поваренную книгу до того вида, в каком мы её знаем сегодня, включая указание точного количества ингредиентов, а также время и температуру приготовления блюд.
Сам Карем оценивал себя и своё искусство достаточно высоко: «Я питаю благородную амбицию достигнуть славы, а не денег». «Я работал случайно во всех великих домах Франции». «Какое лестное и почетное воспоминание, которым удостоил меня король Англии, вспомнив мое искусство после десятилетнего времени». «Моя кухня была авангардом французской дипломатии». Дав описание истории кулинарии, Карем создал настоящий гимн профессии повара. В обзоре гастрономии с эпохи Античности до современной ему Франции, он сильно выделяет неординарность поварского искусства: «Во все времена находились люди, довольно бескорыстные, дабы всем жертвовать в пользу развития искусства и ремесла… Я буду весьма счастлив знать, что несколько содействовал к улучшению быта людей, посвящающих себя весьма трудному ремеслу повара».
Карем умер в своем парижском доме на улице Сен-Рош, в возрасте 48 лет, возможно, из-за того, что в течение многих лет вдыхал ядовитые пары из угольных печей, над которыми он готовил пищу. Похоронен на кладбище Монмартр в Париже. Александр Дюма с восхищением отзывался о мастерстве прославленного повара и сожалел о его безвременной смерти:
Его имя принадлежит человеку — символу кулинарного искусства, доведённого до совершенства. Трудно было представить, что этот человек достигнет той известности в области гастрономии, которая к нему пришла. Со дня кончины Карема 12 января 1833 г. многие князья лишились своих княжеств, многие короли сошли со своих тронов. Но гениальный король кулинаров Карем остаётся на своём месте во всём величии, и ничья слава не может соперничать с его славой.
Череп Мари Карема хранится в Парижском музее человека.

## Издания
- Le Pâtissier royal parisien : traité élémentaire et pratique orné de quarante et une planches par l’auteur. — 1810.
- «Le Maitre d’hôtel français, traité des menus à servir à Paris, à Saint-Petersbourg, à Londres, à Vienne» (1820; том 1, том 2).
- «Le Cuisinier parisien ou l’art de la cuisine française au XIXe siècle» (Париж, 1828, издание 1842 года);
- «Le Pâtissier royal parisien» (П., 1828—1879);
- «L’Art de la cuisine française au XIXe siècle» (П., 1833), издал три тома из задуманных пяти: том 2;
- «Le Pâtissier pittoresque» (П., 1842);